# Ахиезер, Наум Ильич
Нау́м Ильи́ч Ахие́зер (1901, Чериков, Могилёвская губерния, ныне Белоруссия — 3 июня 1980, Харьков) — советский математик, член-корреспондент АН УССР (1934), профессор (1940). Специализировался в области конструктивной теории функций и теории приближений.

## Биография
Родился 6 марта 1901 года в Могилёвской губернии в еврейской семье. Брат физика-теоретика А. И. Ахиезера.
В декабре 1923 года окончил Киевский институт народного образования, пройдя трёхлетний курс обучения за полтора года.
Профессор механико-математического факультета Харьковского государственного университета. В 1933 - 1941 и 1947 - 1974 - заведующий кафедрой. Известность Н. Ахиезеру принесли работы по теории функций и математической физике.
В 1947 году он возглавил Харьковское математическое общество.
1961 -1963 - заведующий отделом, с 1963 - старший научный сотрудник, с 1970 - научный консультант  Физико-технического института низких температур АН УССР.
Один из основателей Физико-математической школы № 27 в Харькове (сейчас — Харьковский физико-математический лицей № 27).
В Харькове основан фонд имени Н. И. Ахиезера, целью деятельности которого провозглашена поддержка молодых математиков (студентов, аспирантов, начинающих учёных).

## Публикации
- Ахиезер Н., Штаерман И. К теории квадратичных форм. — К.: Б. и., 1924 (тип. КПИ). — 116—123 с.
- Ахиезер Н. И. Об одной задаче Е. И. Золотарёва / [Соч.] Н. И. Ахиезера. — [Ленинград: [б. и.], 1929]. — 13 с.
- Ахиезер Н. И. О некоторых вопросах теории моментов / Н. И. Ахиезер, М. Г. Крейн. — б.м.: Государственное научно-техническое издательство Украины, 1938. — 255 с.
- Ахиезер Н. И. Лекции по теории аппроксимации. — Москва; Ленинград: Гостехиздат, 1947 (Москва: 16-я тип. треста «Полиграфкнига»). — 323 с.
- Ахиезер Н. И. Элементы теории эллиптических функций. — Москва; Ленинград: Гостехиздат, 1948 (Москва: Образцовая тип.). — 291 с. — (Физико-математическая библиотека инженера).
- Ахиезер Н. И. Лекции по вариационному исчислению. — М.: Гостехиздат, 1955. — 248 с.
- Ахиезер Н. И. Классическая проблема моментов и некоторые вопросы анализа, связанные с нею. — Москва: Физматгиз, 1961. — 310 с.
- Ахиезер Н. И. Лекции по теории аппроксимаций. — М.: Наука, 1965. — 407 с.
- Ахиезер Н. И., Глазман И. М. Теория линейных операторов в гильбертовом пространстве. — М.: Наука, 1966. — 543 с.
- Ахиезер Н. И. Элементы теории эллиптических функций. — М.: Наука, 1970. — 304 с.
- Ахиезер Н. И. Лекции об интегральных преобразованиях. — Х.: Вища школа, 1984. — 120 с.
- Ахиезер Н. И. Избранные труды по теории функций и математической физике. В 2 т. — Харьков: Акта, 2001